# Onmjódó

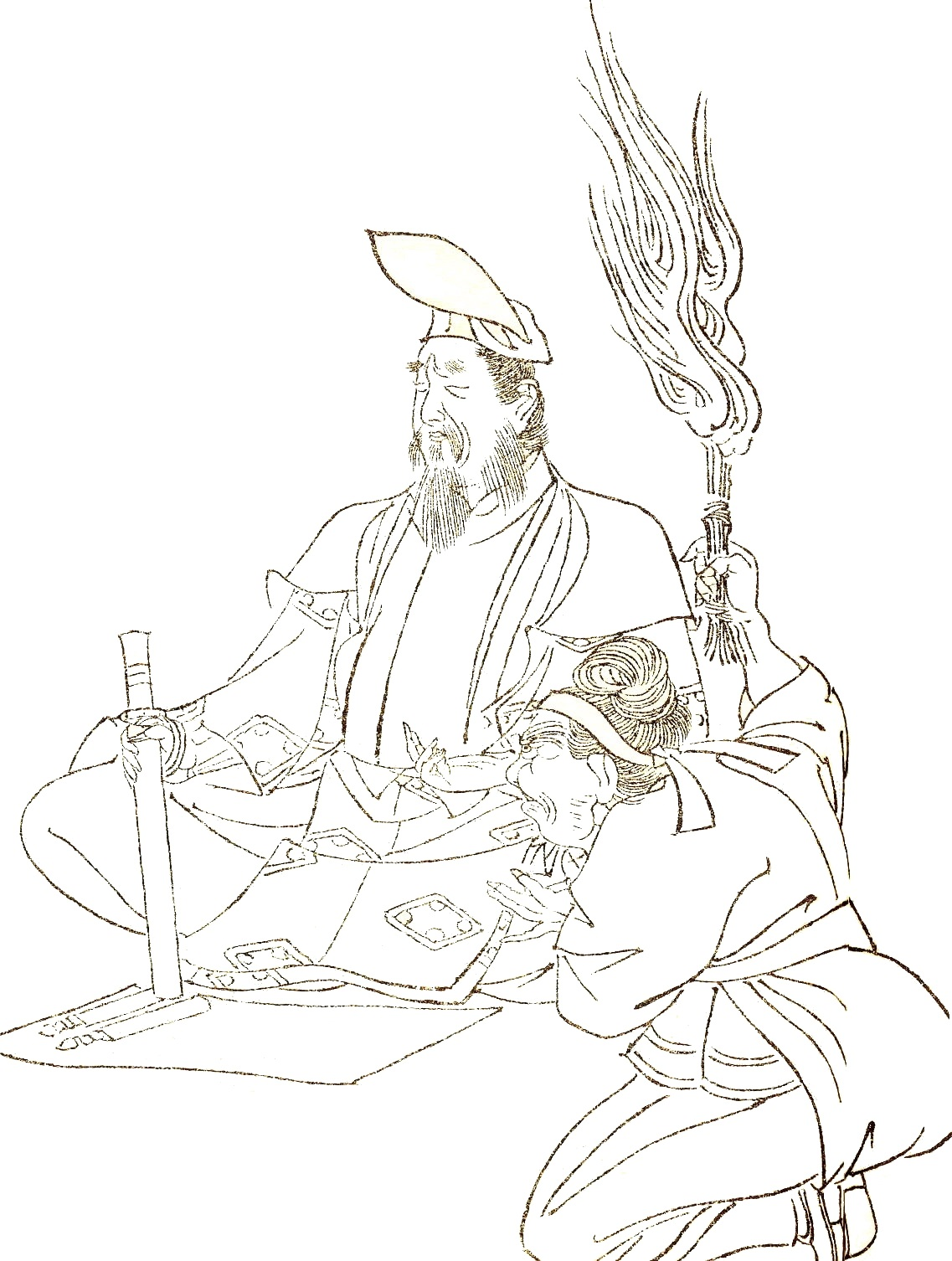
Abe no Szeimei, híres onmjódzsi

Az Onmjódó (陰陽道) egy japán hagyományos kozmológiai irányzat, ezoterikus csillagászat. A természettudomány és az okkultizmus keveréke. Kínai filozófiákon alapul (Wu Xing, Yin és Yang) és elsősorban jövendölésre használták.

## Történelme
A taoizmus tanításai az 5–6. században kerültek Japánba a buddhizmussal és a konfucianizmussal együtt, Koreán keresztül. Bár a taoizmus nagy hatással volt a japán vallásra és filozófiára, nem szerzett jelentős követői tábort. Ugyanakkor a természetfeletti nézeteit és gyógyászati technikáit átvette a köznép.
Ezt követően jelent meg egy Jugondó nevű iskola, amely gyógyászati technikák, taoista bűbájok és talizmánok, valamint hipnózis segítségével arra tanította a követőit, hogy képesek legyenek a szellemek, szörnyek és betegségek elleni harcra. Erre az iskolára hatással volt a buddhizmus és a sintoizmus is, és a 7. századra létrejött az onmjódó.
Az onmjódó tanításai és a természet elemzése a jóslás tudományává olvadt, amely jelek alapján képes volt megmondani, hogy jó vagy rossz események következnek-e be. Ezt a feladatot a kontinensen buddhista szerzetesek végezték, azonban Japánban a császári udvar is támaszkodni kezdett az onmjódó jövendöléseire.
A 7–8. században létrejött az onmjó hivatal (onmjó-rjó), amelynek feladata a jövendölések és csillagászati megfigyelések felügyelete, valamint a naptárkészítés volt. Mivel Japánban tilos volt a buddhista szerzeteseknek jövendölni és csillagászatot művelni, ezek a tevékenységek az onmjó hivatal monopóliumává váltak. A hivatal kezdetben a császári kormány, később pedig a kormány udvaroncai, a Cucsimikadó család irányítása alatt állt.
A Heian-kortól az onmjódzsik nagy befolyással bírtak, mivel úgy vélték, hogy képességeikkel képesek megakadályozni a katasztrófákat. A 19. század közepén azonban a tanítást és gyakorlását babonának nyilvánították, és betiltották.

## Onmjódzsi

Az Abe no Szeimei féle pentagram

Azokat a hivatalnokokat akik az onmjó-rjó-hoz tartoztak onmjódzsi-nak nevezték és hivatásos onmjódó gyakorlók voltak. A jövendölés és mágia szakértői voltak, az udvari feladataik pedig a naptárkészítéstől egészen a főváros védéséig a gonosz szellemektől álltak. Elmondások szerint képesek voltak szellemeket (sikigami, siki-no-kami) idézni parancsaik teljesítésére. Híres onmjódzsik Abe no Szeimei és Kamu no Yaszunori. Az előbbinek egy szentélyt is szenteltek.

## Lejegyzések
Az onmjódó leghíresebb könyve a Kinugjokutoshú (Az arany varjú és a jáde nyúl könyve). Az onmjódó tanításait és filozófiáját írja le. A cím egy rejtett utalást takar: az arany varjú a napot jelképezi, a jáde nyúl pedig a holdat. Ezek pedig a fény és sötétség jelei, vagyis a yin és yang.
Egy másik híresebb könyv az Abe no Szeimei által írt Szendzsi Rjakkecu. A könyv 36 fejezetben ír le 36 jósló technikát.

## Talizmánok

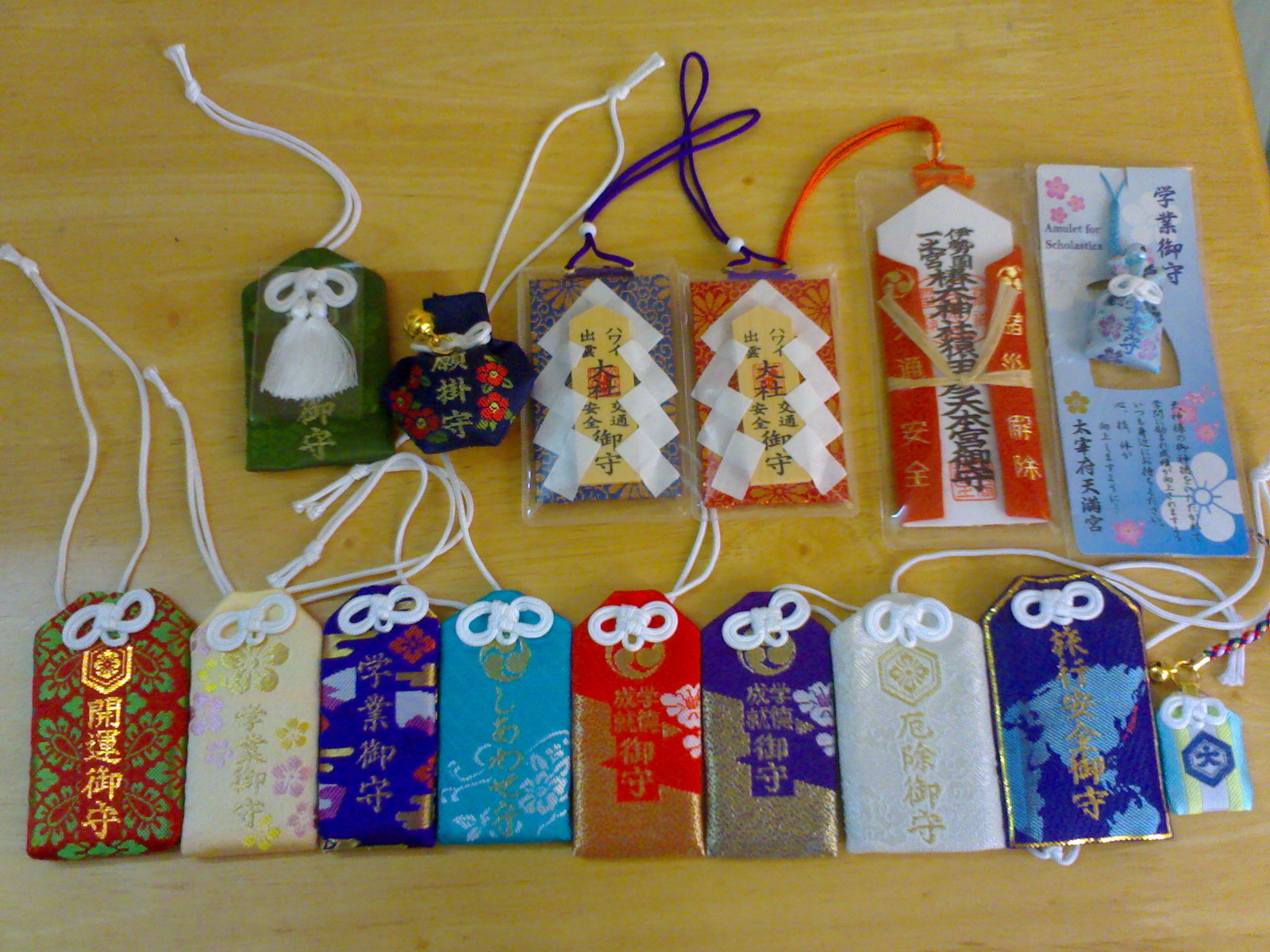
Omamorik

Az Onmjódó legismertebb termékei a talizmánok. Az Ofuda a házakban elhelyezett talizmán, ami megvédi azt a szerencsétlenségektől. Általánosságban védi a házat, de vannak külön speciális esetekre is (pl.: konyhába tűz ellen).
Az omamorik a hordozható Ofudák. Általában egy díszes szövetből készült kis zsákban kaphatók, de eredetileg egyszerű papír vagy fa darabok voltak mágikus írással.
A legismertebb a 72 darabból álló Táidzsó Sinszen Csintaku Reifu (Numinous Talismans of the Highest Spirit Immortal for Tranquilizing the Household) talizmánok. Megvédik viselőjük és annak házát minden fajta ártalmas befolyástól és szerencsétlenségtől.

## Manapság
Az Onmjódó mára teljesen beleolvadt a sintóba és a buddhizmusba, és önmagában már nem létezik. A japán irodalmi és kulturális művekben (novella, anime, manga) viszont előfordul és így mind Japánban, mind nyugaton ismert még ma is.